# Єлизавета Фредеріка Еттінгенська
Єлизаве́та Фредері́ка Софі́я Еттінге́н-Еттінге́нська (нім. Elisabeth Friederike Sophie von Oettingen-Oettingen), (нар. 14 березня 1691 — пом. 14 травня 1758) — німецька шляхтянка, донька імперського князя Еттінгену Альберта Ернста II та Софії Луїзи Гессен-Дармштадтської, дружина графа Карла Людвіга Гогенлое-Вайкерсгаймського.

## Біографія
Єлизавета Фредеріка Софія народилась 14 березня 1691 року в Еттінгені. Вона була другою дитиною і першою донькою в родині князя Еттінгенського Альберта Ернста II та його дружини Софії Луїзи Гессен-Дармштадтської. Старший брат дівчинки Альберт Ернст помер відразу після народження.
У 21 рік Єлизавету Фредеріку пошлюбили із удовим 38-річним графом Карлом Людвігом Гогенлое, що походив з династичної лінії Гогенлое-Нойнштайн, яка 1631 року отримала у володіння місто Ґлайхен. Карл Людвіг був другим місцевим графом після свого батька Йоганна Фрідріха I. Від першого шлюбу з Доротеєю Шарлоттою Бранденбург-Кулмбахською дітей не мав. Весілля проходило в Еттінгені 11 січня 1713 року. У пари народилося двоє дітей. Разом подружжя прожило 43 роки.
1756-го помер Карл Людвіг, а за два роки — і Єлизавета Фредеріка. Похована графиня у Вайкерсгаймі.

## Родина
Чоловік — Карл Людвіг Гогенлое-Вайкерсгаймський
Діти:
- Альберт Людвіг (1716—1744) — був одружений із Крістіаною Луїзою Шлезвіг-Гольштейн-Норбург-Пльонською, дітей не мав, помер у 28 років до смерті батька.
- Софія Ернестіна (1717—1718) — померла після народження.